# Aşağıkaracaören, Durağan
Aşağıkaracaören là một xã thuộc huyện Durağan, tỉnh Sinop, Thổ Nhĩ Kỳ. Dân số thời điểm năm 2011 là 127 người.